# División de Honor de Bolo Palma 2009
La División de Honor de Bolo Palma 2009 fue una temporada de la máxima categoría del bolo palma en España. La liga se llamó Liga APEBOL 2009.

## Formato
Fue la primera edición de la liga, y contó con el grueso de las grandes peñas: PB Casa Sampedro de Torres, PB Torrelavega, PB La Rasilla (Los Corrales de Buelna), PB Renedo, PB Quijano, PB Velo (Puente Arce), PB Ribamontán al Mar, PB Hnos. Borbolla-Villa de Noja, PB Maliaño-Puertas Roper, PB Comillas, PB Pontejos, PB Riotuerto (La Cavada), PB La Carmencita (Santander) y PB Manuel Mora (Oruña de Piélagos). La liga se disputaría a doble vuelta, obteniendo las peñas tres puntos por victoria, uno por empate y ninguno por derrota.

## Clasificación[2]
| Puesto | Peña                      | Puntos |
| 1º     | Puertas Roper (Maliaño)   | 58     |
| 2º     | Hnos. Borbolla (Noja)     | 55     |
| 3º     | Renedo                    | 45     |
| 4º     | Bolística (Torrelavega)   | 44     |
| 5º     | Casa Sampedro (Torres)    | 43     |
| 6º     | Riotuerto (La Cavada)     | 35     |
| 7º     | Pontejos                  | 35     |
| 8º     | Manuel Mora (Oruña)       | 34     |
| 9º     | Quijano                   | 33     |
| 10º    | La Rasilla (Los Corrales) | 33     |
| 11º    | La Carmencita (Santander) | 28     |
| 12º    | Velo (Puente Arce)        | 26     |
| 13º    | Comillas                  | 15     |
| 14º    | Ribamontán al Mar         | 11     |

Efectos de la clasificación: la Peña Bolística Puertas Roper se adjudicaba su primera Liga APEBOL, mientras que las peñas Comillas y Ribamontán al Mar descendían a Primera Categoría.